# Europas geografi
Europa regnes som et af syv kontinenter, men fysisk er verdensdelen den nordvestlige halvø af den større landmasse kaldt Eurasien. Asien udgør den østlige del af denne sammenhængende landmasse (hvis man ser bort fra Suezkanalen som deler Asien og Afrika), og alle deler den samme kontinentalsokkel. Uralbjergene i Rusland udgør den østlige grænse mellem Europa og Asien. Den sydøstlige grænse er derimod ikke fastsat. Ofte bliver floderne Ural eller Emba (de) regnet som mulige grænser. Grænsen fortsætter mod det Kaspiske Hav, og så videre over Kaukasus-bjergene (her er det også uklart hvor grænsen går) og Bosporus, Marmarahavet og Dardanellerne. Mange geografer regner derimod de sydlige grænser til Aserbajdsjan og Armenien mod Iran, og Tyrkiets sydlige grænse mod Syrien, Irak og Iran som grænsen mellem Asien og Europa på grund af politiske og kulturelle årsager. Middelhavet skiller Europa fra Afrika. I vest grænser Europa mod Atlanterhavet. Island, som ligger nærmere Grønland (Nordamerika) end det europæiske fastland, regnes som en del af Europa. 
Det er ikke alle, der regner Europa som et kontinent, fordi det ikke er omgivet af hav, og er mere kulturelt end geografisk defineret. 
De to største landområder i Europa er "det europæiske fastland" og Skandinavien i nord, som er adskilt fra hinanden af Østersøen. Tre store halvøer, den iberiske, den italienske og Balkan strækker sig sydover fra fastlandet og ud i Middelhavet. 
Topografien i Europa er meget varieret, ofte inden for små områder. Hovedsageligt er de sydlige områder bjergklædte, mens området nordover fra Alperne, Pyrenæerne og Karpaterne gradvis går over i åslandskab og store lave sletter, som er vidstrakte i øst. De nordlige dele af Europa består hovedsageligt af højereliggende områder igen, som starter i vest på De britiske øer og fortsætter langs bjergene og fjordene i Norge. Indimellem finder man flere plateauer og floddale, som bryder med den grove topografiske inddeling nævnt ovenfor.

## Geologi
Geologien i Europa er meget varieret og kompliceret, og er ophav til mange forskellige landskaber ud over kontinentet, fra Det skotske højland til de bølgende sletter i Ungarn.

## Floder
Vigtige floder i Europa:
1. Volga 3.690 km
2. Donau 2.860 km
3. Ural 2.428 km
4. Dnepr 2.290 km
5. Don 1.950 km
6. Petjora 1.809 km
7. Kama 1.805 km
8. Oka 1.500 km
9. Belaja 1.430 km
10. Dnestr 1.352 km
11. Rhinen 1.320 km
12. Elben 1.165 km
13. Wisła 1.047 km
14. Tajo 1.038 km
15. Loire 1.012 km
16. Ebro 960 km
17. Sava, 933 km
18. Rhone, 812 km
19. Seine, 776 km
20. Po, 652 km

## Indsøer
Den største indsø er Ladoga i Rusland, den næststørste er Onega i Rusland og den tredjestørste Vänern i Sverige.

## Store øer
Island, Færøerne, Storbritannien, Irland, Isle of Man, Rockall, resten af De britiske øer, dele af Azorerne, Madeira, Baleariske Øer, Korsika, Sardinien, Sicilien, Malta, Ioniske Øer, Kreta, Ægæiske øer, Åland, Gotland, Sjælland, Fyn, Nørrejyske Ø, Saaremaa, Hiiumaa, Jan Mayen, Kanariske Øer og Svalbard

## Sletter og lavland
- Østeuropæiske Slette, det mest vidstrakte landskab i Europa
- Nordeuropæiske Lavland
- Pannoniske Slette
- Meseta – et højt plateau centralt i Spanien (dækker cirka 40 % af landet)

## Bjergkæder
Nogle af de store bjergkæder i Europa er: 
- Uralbjergene, som deler Europa og Asien
- Kaukasus, som også deler Europa og Asien.
- Karpaterne, en stor bjergkæde i Central- og Sydeuropa
- Alperne, de kendteste bjerge, kendte for sine pragtfulde bjergsider
- Appenninerne, som går gennem Italien
- Det skotske højland, kuperet bjergområde i Skotland
- Pyrenæerne, den naturlige grænse mellem Frankrig og Spanien
- Cantabriske Bjerge, som går på tværs af Nordspanien
- Skandinaviske Bjerge, en bjergkæde som går på langs af Den skandinaviske halvø, inkluderet Kjølenbjergene.

### Bjerge
Hvilket som er Europas højeste bjerg, afhænger af om Kaukasus regnes som en del af Europa. 
Europas højeste bjerg, inklusive Kaukasus:
1. Elbrus (5642 m), Rusland, Kaukasus
2. Dych-Tau (5203 m), Rusland, Kaukasus
3. Rustaveli (5201 m), Georgien, Kaukasus

Europas højeste bjerg, eksklusive Kaukasus:
1. Mont Blanc / Monte Bianco (4808 m; med iskappe), grænsen Frankrig–Italien, Alperne
2. Dufourspitze (4634 m; Monte Rosa-massivet), grænsen Schweiz–Italien, Alperne
3. Dom (4545 m), Schweiz, Alperne

## Temperatur og nedbør
De høje bjergområder i Europa har lavere temperatur og mere nedbør end de lavereliggende områder. Europa har mindre nedbør i øst end i centrale og vestlige dele af Europa. Temperaturforskellen mellem sommer og vinter øger gradvis fra kystområderne i vest til det sydøstlige indland i Europa. Irland har en temperaturforskel på cirka 15 grader mellem vinter og sommer, mens områderne nord for det Kaspiske Hav har temperaturforskelle på 70 grader. 

## Lande uden kyst
- Luxembourg
- Andorra
- Vatikanstaten
- San Marino
- Republikken Makedonien
- Serbien
- Schweiz
- Liechtenstein
- Kosovo
- Østrig
- Ungarn
- Tjekkiet
- Slovakiet
- Hviderusland
- Moldova
- Armenien
- Aserbajdsjan
- Kasakhstan

## Østater
- Island
- Storbritannien
- Irland
- Malta
- Cypern

## Lande som både ligger i Europa og Asien
- Georgien
- Aserbajdsjan
- Kasakhstan
- Rusland
- Tyrkiet
- Cypern

## Byer
Byer med mere end fem millioner indbyggere (i storbyområdet):
- Moskva 14,5 millioner (2005)
- Istanbul 13 millioner (2006)
- London 12,6 millioner (2005)
- Paris 11,2 millioner (2004)
- Sankt Petersborg 5,8 millioner (2005)

## Lande hvor hovedstaden har samme navn som landet
- Luxembourg
- Monaco
- San Marino

## Lande hvor hovedstaden ikke er den største by
- Kasakhstan (hovedstad: Astana; største by: Almaty)
- Liechtenstein (hovedstad: Vaduz; største by: Schaan)
- Malta (hovedstad: Valletta; største by: Birkirkara)
- San Marino (hovedstad: San Marino; største by: Serravalle)
- Schweiz (hovedstad: Bern; største by: Zürich)
- Tyrkiet (hovedstad: Ankara; største by: Istanbul)

## Liste over lande efter antal lande de grænser til
- 14: Rusland (Norge, Finland, Estland, Letland, Litauen, Polen, Hviderusland, Ukraine, Georgien, Aserbajdsjan, Kasakhstan, Kina, Mongoliet og Nordkorea)
- 9: Tyskland
- 8: Østrig, Frankrig, Serbien, Tyrkiet
- 7: Ungarn, Polen, Ukraine
- 6: Italien, Slovakiet
- 5: Bulgarien, Kroatien, Rumænien, Schweiz, Hviderusland, Spanien, Kasakhstan
- 4: Belgien, Grækenland, Albanien, Republikken Makedonien, Montenegro, Slovenien, Tjekkiet, Letland, Litauen, Georgien, Armenien,  Aserbajdsjan
- 3: Finland, Norge, Luxembourg, Bosnien-Hercegovina
- 2: Sverige, Holland, Andorra, Liechtenstein, Estland, Moldova
- 1: Danmark, Irland, Storbritannien, Monaco, Portugal, Vatikanet, San Marino
- 0: Island, Malta, Cypern